# Pteris woodwardioides
Pteris woodwardioides är en kantbräkenväxtart som beskrevs av Jean Baptiste Bory de Saint-Vincent och Carl Ludwig Willdenow. Pteris woodwardioides ingår i släktet Pteris och familjen Pteridaceae. Inga underarter finns listade.